# Heinrich Schomburgk
Heinrich Georg Schomburgk (Leipzig, Alemanya, 30 de juny de 1885 − Königstein, Alemanya Oriental, 29 de març de 1965) fou un tennista i futbolista alemany, guanyador d'una medalla d'or olímpica en els Jocs Olímpics d'Estocolm 1912 en la modalitat de dobles mixtos al costat de Dorothea Koring. També hi va participar en categoria individual i de dobles masculins en aquesta edició i en l'anterior celebrada a Londres, i en totes fou eliminat en segona ronda.
El seu millor resultat en un gran torneig fou en l'edició de 1906 del Torneig de Wimbledon, on arribà a segona ronda.
També jugà a futbol amb l'equip de la seva ciutat natal, VfB Leipzig, aconseguint el títol de la lliga nacional l'any 1903. En aquest equip coincidí amb el seu germà Wilhelm, que posteriorment fou president de la federació alemanya de tennis.

## Jocs Olímpics

### Dobles mixtos
| Any  | Campionat                       | Parella         | Oponents                      | Resultat |
| ---- | ------------------------------- | --------------- | ----------------------------- | -------- |
| 1912 | Jocs Olímpics, Estocolm, Suècia | Dorothea Köring | Sigrid Fick Gunnar Setterwall | 6−4, 6−0 |